# AVRO (turniej szachowy)
AVRO – potoczna nazwa turniejów szachowych, których sponsorem było holenderskie zjednoczenie rozgłośni radiowych AVRO (Algemeene Vereeniging Radio Omroep).

## AVRO 1938

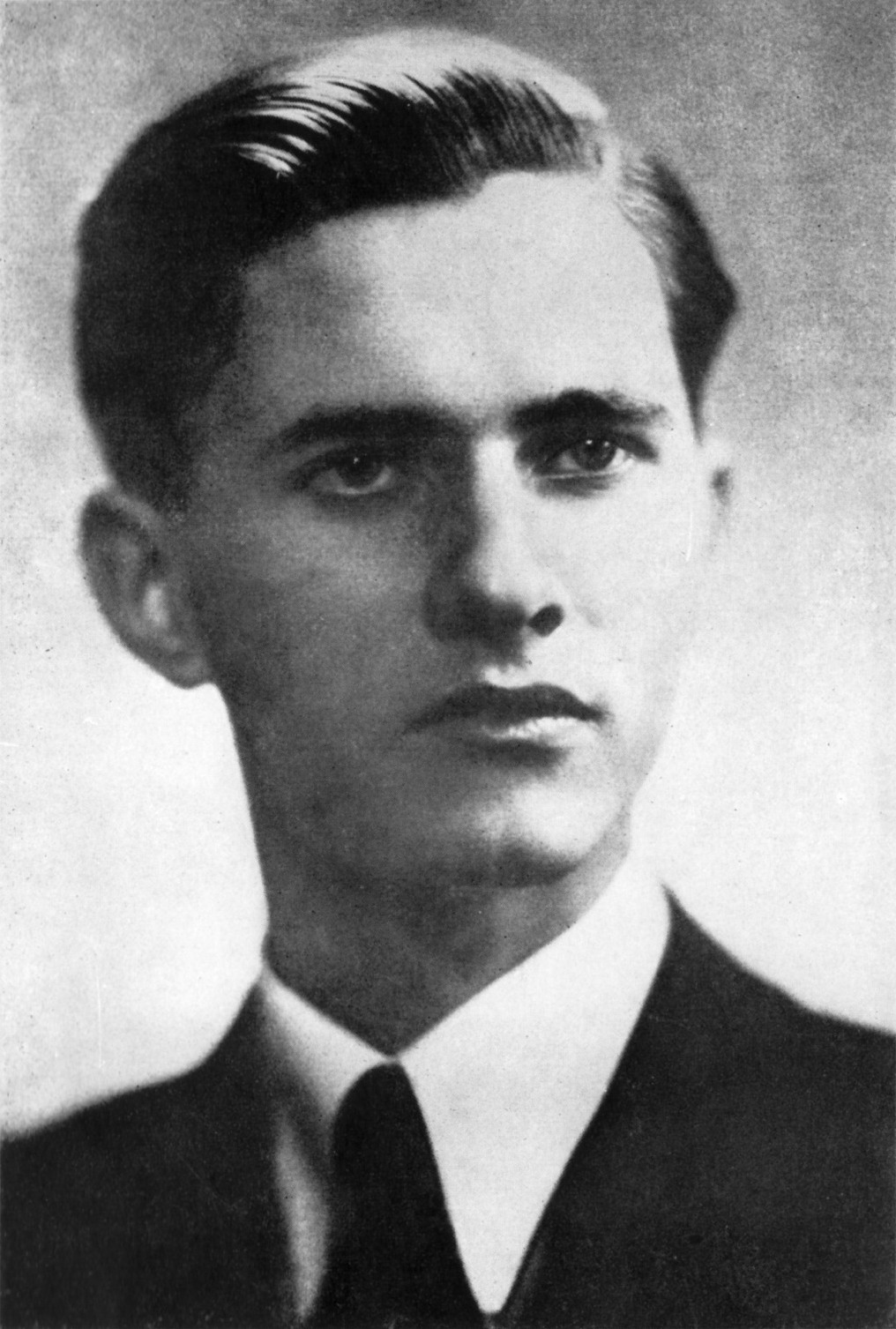
Zwycięzca turnieju, Paul Keres

Pierwszy turniej AVRO rozegrany został w dniach 6–27 listopada 1938 r. i do dziś uważany jest za jeden z najsilniej obsadzonych szachowych turniejów w historii. Do udziału zaproszono ośmiu najlepszych wówczas zawodników świata: aktualnego mistrza świata Aleksandra Alechina, eks-mistrzów José Raúla Capablankę i Maxa Euwe oraz potencjalnych przeciwników Alechina w następnym meczu o szachową koronę: Michaiła Botwinnika, Paula Keresa, Samuela Reshevsky'ego i Salomona Flohra. Właśnie wybór kolejnego przeciwnika dla Alechina był najważniejszym celem turnieju, w ówczesnych bowiem czasach panujący mistrz sam wybierał sobie przeciwnika spośród wybitnych szachistów, w dodatku zobowiązując go do wniesienia wysokiej opłaty za samą tylko możliwość stoczenia pojedynku.
Turniej rozegrano systemem dwukołowym na dystansie 14 rund. Poszczególne rundy rozgrywane były w 10 różnych miastach, co było wydarzeniem wyjątkowym i powodowało dodatkowe utrudnienia (praktycznie codzienne podróżowanie):
| - I runda – Amsterdam (06.11) - II runda – Haga (08.11) - III runda – Rotterdam (10.11) - IV runda – Groningen (12.11) - V runda – Zwolle (13.11) - VI runda – Haarlem (14.11) - VII runda – Amsterdam (15.11) | - VIII runda – Utrecht (17.11) - IX runda – Arnhem (19.11) - X runda – Breda (20.11) - XI runda – Rotterdam (22.11) - XII runda – Haga (24.11) - XIII runda – Leiden (25.11) - XIV runda – Amsterdam (27.11) |

Pierwszych czterech zawodników otrzymało nagrody pieniężne w wysokości 1000, 750, 500 i 400 guldenów. Turniej zakończył się wspólnym zwycięstwem Paula Keresa i Reubena Fine'a, ale z powodu lepszego systemu wartościowania jego triumfatorem ogłoszono estońskiego szachistę, który w dodatku jako jedyny nie przegrał partii. Jednakże do zrealizowania głównego celu turnieju nie doszło, bowiem Alechin odmówił podpisania umowy z Keresem i tym samym nie dopuścił go do rozegrania z nim meczu o mistrzostwo świata, tłumacząc się tym, iż pierwszeństwo do tego spotkania ma oficjalny kandydat Międzynarodowej Federacji Szachowej, Salomon Flohr. Paul Keres zaproponował wówczas rozegranie meczu Alechin–Keres w 1940 r., dając do zrozumienia, iż okres ten jest mu niezbędny do prawidłowego przygotowania się do tak ważnego dla niego pojedynku, ale i tę propozycję Alechin odrzucił, motywując ją ewentualną stratą tytułu w meczu z Flohrem. Paradoksalnie do meczu Alechina z Flohrem również nie doszło, gdyż wkrótce po zakończeniu turnieju AVRO mistrz świata ogłosił, iż z powodu bardzo słabego występu Flohra w tym turnieju nie uznaje go już za kandydata do walki o mistrzostwo świata. Było to jednak stanowisko oficjalne, prawdziwym powodem niedopuszczenia do meczu z Flohrem była umowa Alechina z Michaiłem Botwinnikiem, która wskazywała radzieckiego szachistę jako pretendenta pod warunkiem zorganizowania meczu w Związku Radzieckim, z tym że Alechin miał zostać oficjalnie zaproszony do ZSRR przez rząd tego kraju pół roku przed rozpoczęciem meczu (Alechin był rosyjskim emigrantem). Jednak i do tego pojedynku nie doszło z powodu zaostrzającej się sytuacji politycznej i wybuchu II wojny światowej.
Według Jeffa Sonasa, autora systemu Chessmetrics, turniej AVRO 1938 był najsilniej obsadzonym turniejem w historii szachów (data zestawienia: 07.12.2009).

### Wyniki końcowe
| Miejsce | Zawodnicy            | Państwo           | 1   | 2   | 3   | 4   | 5   | 6   | 7   | 8   | Punkty |
| ------- | -------------------- | ----------------- | --- | --- | --- | --- | --- | --- | --- | --- | ------ |
| 1       | Paul Keres           | Estonia           | X   | 1 ½ | ½ ½ | ½ ½ | 1 ½ | ½ ½ | 1 ½ | ½ ½ | 8½     |
| 2       | Reuben Fine          | USA               | 0 ½ | X   | 1 ½ | 1 0 | 1 0 | 1 1 | ½ ½ | 1 ½ | 8½     |
| 3       | Michaił Botwinnik    | ZSRR              | ½ ½ | 0 ½ | X   | ½ 0 | 1 ½ | 1 ½ | ½ 1 | ½ ½ | 7½     |
| 4       | Max Euwe             | Holandia          | ½ ½ | 0 1 | ½ 1 | X   | 0 ½ | 0 ½ | 0 1 | 1 ½ | 7      |
| 5       | Samuel Reshevsky     | Stany Zjednoczone | 0 ½ | 0 1 | 0 ½ | 1 ½ | X   | ½ ½ | ½ ½ | 1 ½ | 7      |
| 6       | Aleksandr Alechin    | Francja           | ½ ½ | 0 0 | 0 ½ | 1 ½ | ½ ½ | X   | ½ 1 | ½ 1 | 7      |
| 7       | José Raúl Capablanca | Kuba              | 0 ½ | ½ ½ | ½ 0 | 1 0 | ½ ½ | ½ 0 | X   | ½ 1 | 6      |
| 8       | Salomon Flohr        | Czechosłowacja    | ½ ½ | 0 ½ | ½ ½ | 0 ½ | 0 ½ | ½ 0 | ½ 0 | X   | 4½     |

## AVRO 1973
Drugi turniej AVRO zorganizowano po 35 latach w Hilversum, dla uczczenia pamięci turnieju z 1938 roku. Formuła rozgrywek pozostała taka sama (8 zawodników, system dwukołowy, 14 rund), jednakże jego obsada była o wiele słabsza, nie wystąpił bowiem żaden z żyjących wówczas eks-mistrzów świata (ówczesny mistrz Bobby Fischer po zdobyciu w 1972 r. tytułu wycofał się z gry turniejowej).

### Wyniki końcowe
| Miejsce | Zawodnicy           | Ranking | Punkty |
| ------- | ------------------- | ------- | ------ |
| 1       | László Szabó        | 2555    | 9½     |
| 2       | Jefim Geller        | 2590    | 9½     |
| 3       | Ljubomir Ljubojević | 2550    | 8½     |
| 4       | Ulf Andersson       | 2535    | 6½     |
| 5       | Lew Poługajewski    | 2645    | 6      |
| 6       | Borislav Ivkov      | 2520    | 6      |
| 7       | Gyula Sax           | 2445    | 6      |
| 8       | Jan Timman          | 2480    | 4      |